# 33806 Shrivastava
1999 XW39 (asteroide 33806) é um asteroide da cintura principal. Possui uma excentricidade de 0.05269780 e uma inclinação de 6.08266º.
Este asteroide foi descoberto no dia 6 de dezembro de 1999 por LINEAR em Socorro.